# Mauro Marani
Mauro Marani (Rimini, 9 marzo 1975) è un ex calciatore sammarinese, di ruolo centrocampista.

## Carriera

### Club
Dal 1995 ad oggi ha giocato per Cosmos, Juvenes/Dogana, Murata, Pennarossa, La Fiorita e Murata.

### Nazionale
Ha esordito in Nazionale nel 1998.